# Kaliumsorbaat
Kaliumsorbaat is het kaliumzout van sorbinezuur, met als brutoformule C6H7KO2. Het is als conserveermiddel vooral actief tegen schimmels, minder tegen gisten en amper tegen bacteriën. Kaliumsorbaat is alleen effectief bij een lage pH, dus een hoge zuurgraad. Kaliumsorbaat draagt het E-nummer E202.

## Toepassingen

### Levensmiddelen
Kaliumsorbaat mag onder andere worden toegevoegd aan dranken (fruitsap, wijn, cider en mede), gedroogde vruchten, kaas-, melk- en eiproducten, brood en banketwaren en sauzen. Het remt de aangroei van schimmels, bacteriën en gist. In gezoete wijn verhindert het de secundaire fermentatie van toegevoegde residuele suiker. Kaliumsorbaat is alleen effectief bij een hoge zuurgraad, het werkt beste bij een pH tussen 4,5 en 6,5. In levensmiddelen met een lagere zuurgraad is het aanbevolen om kaliumbenzoaat of andere zouten van benzoëzuur te gebruiken.
Andere bewaarmiddelen in de groep van de sorbaten zijn onder andere calciumsorbaat en natriumsorbaat.

### Cosmetica
Kaliumsorbaat is toegelaten als conserveermiddel in cosmetica. Omdat het een hoge zuurgraad nodig heeft om werkzaam te kunnen zijn wordt het alleen in vrij zure cosmetica gebruikt. Doordat het amper tegen bacteriën werkt wordt het meestal samen met andere conserveermiddelen gebruikt. De maximaal toegestane dosis in cosmetica is (in de Europese Unie) 0,8%.

### Overig gebruik
Kaliumsorbaat wordt ook toegevoegd aan farmaceutische en tabaksproducten. Het is toegelaten als biocide van producttype 8 (houtconserveringsmiddel).